# 姜芳
姜芳（15世紀—16世紀），字實夫，浙江金華府蘭谿縣人，民籍，明朝政治人物。

## 生平
弘治八年（1498年）乙卯科浙江鄉試舉人，授廬陵縣教諭，端正自身，以名節教育學生，擔任鄉試同考官時嚴厲拒絕賄賂。後因父母去世回鄉；服闋後補授蕭縣教諭，九年考績以才識考陞授大理寺司務，以劉瑾餘黨擅權，無法抒發志向而上表退休，家居蕭然，自知死期來臨，某日穿好衣冠端坐，自己寫下墓誌，自稱：「以愧世之好諛者。」入祀鄉賢祠。

## 家族
姜芳是天順四年進士姜璉的從子，成化二十三年進士姜麟的從兄弟。
曾祖姜仲威；祖父姜仕毅，徽州府經歷；父姜璽，義官。子姜絅，正德十二年進士。

## 引用
1. 1 2  光緒《蘭谿縣志·卷五·志人物》：姜芳，字實夫，璉之從子，宏治乙卯鄉薦，任廬陵教諭，正身率物，務以名節訓勵諸生，應聘校試，於闈有私來求舉者，芳峻拒之；服闋起授蕭縣教諭，九載考績以文章德器書上，考陞授大理寺司務，逆瑾方擅權，芳恨不得行己志遂乞休，家居蕭然一室，下楗讀書能自知死期，一日具衣冠端坐，嘗自為墓誌，曰：「以愧世之好諛者。」祀鄉賢。 前志政事
2. ↑  《弘治十四年辛酉科福建鄉試錄》考試官姜芳。